# Zólyomszabadi
Zólyomszabadi (1899-ig Kassa-Lehota, szlovákul: Kašova  Lehôtka) Zólyomternye településrésze, korábban önálló község Szlovákiában, a Besztercebányai kerületben, a Zólyomi járásban.

## Fekvése
Zólyomtól 10 km-re északnyugatra, Zólyomternyétől 1 km-re északra fekszik.

## Története
A falu a 14. században keletkezett, 1564-ben említik először. A Rakovszky család birtoka volt. Lakói mezőgazdasággal, erdei munkákkal foglalkoztak.
A 18. század végén Vályi András így ír róla: „Kassa Lehota. Elegyes falu Zólyom Várm. földes Ura Rakovszky Uraság, lakosai katolikusok, fekszik Ternyihez nem meszsze, földgye közép termékenységű, fája mind a’ két féle van, piatzozása, és keresetre módgya a’ Bánya Városokban van.”
Fényes Elek 1851-ben kiadott geográfiai szótárában így ír a faluról: „Kassa-Lehotka, tót f., Zólyom vmegyében, Ternye filial., 33 kath., 37 evang. lak. F. u. a Rakovszky nemzetség. Ut. p. Nagy-Szalatna.”
1910-ben 85, túlnyomórészt szlovák lakosa volt. A trianoni diktátumig Zólyom vármegye Zólyomi járásához tartozott.
1925-ben csatolták Zólyomternyéhez.

## Nevezetességei
- Fa haranglába a 20. század elején épült, a falu közepén kis téren áll. Egyik harangját 1667-ben öntötték.
- Három népi lakóháza (kettő a 19. század második felében, egy pedig 1905-ben épült).

## Külső hivatkozások
- Zólyomszabadi Szlovákia térképén

## Lásd még
- Zólyomternye
- Budás